# Formel 1-VM 1969
Formel 1-VM 1969 hade elva deltävlingar som kördes under perioden 1 mars-19 oktober. Förarmästerskapet vanns av britten Jackie Stewart och konstruktörsmästerskapet av Matra-Ford.

## Vinnare
- Förare:  Jackie Stewart, Storbritannien, Tyrrell (Matra-Ford)
- Konstruktör: Matra-Ford, Frankrike

## Grand Prix 1969
| Grand Prix                 | Datum        | Bana         | Vinnande förare! Vinnande stall | Vinnande tillverkare |              |   |
| -------------------------- | ------------ | ------------ | ------------------------------- | -------------------- | ------------ | - |
| Sydafrikas Grand Prix      | 1 mars       | Kyalami      | Jackie Stewart                  | Tyrrell              | Matra-Ford   | * |
| Spaniens Grand Prix        | 4 maj        | Montjuic     | Jackie Stewart                  | Tyrrell              | Matra-Ford   | * |
| Monacos Grand Prix         | 18 maj       | Monte Carlo  | Graham Hill                     | Lotus                | Lotus-Ford   | * |
| Nederländernas Grand Prix  | 21 juni      | Zandvoort    | Jackie Stewart                  | Tyrrell              | Matra-Ford   | * |
| Frankrikes Grand Prix      | 6 juli       | Charade      | Jackie Stewart                  | Tyrrell              | Matra-Ford   | * |
| Storbritanniens Grand Prix | 19 juli      | Silverstone  | Jackie Stewart                  | Tyrrell              | Matra-Ford   | * |
| Tysklands Grand Prix       | 3 augusti    | Nürburgring  | Jacky Ickx                      | Brabham              | Brabham-Ford | * |
| Italiens Grand Prix        | 7 september  | Monza        | Jackie Stewart                  | Tyrrell              | Matra-Ford   | * |
| Kanadas Grand Prix         | 20 september | Mosport Park | Jacky Ickx                      | Brabham              | Brabham-Ford | * |
| USA:s Grand Prix           | 5 oktober    | Watkins Glen | Jochen Rindt                    | Lotus                | Lotus-Ford   | * |
| Mexikos Grand Prix         | 19 oktober   | Mexico City  | Denny Hulme                     | McLaren              | McLaren-Ford | * |

## Grand Prix utanför VM 1969
| Grand Prix /Race          | Datum      | Bana         | Vinnande förare! Vinnande stall | Vinnande tillverkare    |                |
| ------------------------- | ---------- | ------------ | ------------------------------- | ----------------------- | -------------- |
| Race of Champions         | 16 mars    | Brands Hatch | Jackie Stewart                  | Tyrrell                 | Matra-Ford     |
| BRDC International Trophy | 30 mars    | Silverstone  | Jack Brabham                    | Brabham                 | Brabham-Ford   |
| Madrids Grand Prix        | 13 april   | Jarama       | Keith Holland                   | Alan Fraser Racing Team | Lola-Chevrolet |
| International Gold Cup    | 16 augusti | Oulton Park  | Jacky Ickx                      | Brabham                 | Brabham-Ford   |

## Stall, nummer och förare 1969
| Stall/Tillverkare                                    | Nummer                     | Förare                          |
| ---------------------------------------------------- | -------------------------- | ------------------------------- |
| Antique Automobiles (Cooper-Maserati & McLaren-Ford) | 10, 12, 18, 19             | Vic Elford, Storbritannien      |
| BRM                                                  | 10, 14                     | John Surtees, Storbritannien    |
| BRM                                                  | 11, 12, 15                 | Jackie Oliver, Storbritannien   |
| BRM                                                  | 16                         | Bill Brack, Kanada              |
| BRM                                                  | 22                         | George Eaton, Kanada            |
| Bellasi (Brabham-Ford)                               | 12, 17, 19, 20, 36         | Silvio Moser, Schweiz           |
| Brabham-Ford                                         | 1                          | Graham Hill, Storbritannien     |
| Brabham-Ford                                         | 3, 5, 8, 11, 12, 14, 28    | Jack Brabham, Australien        |
| Brabham-Ford                                         | 4, 6, 7, 11, 12, 15, 26    | Jacky Ickx, Belgien             |
| Ferrari                                              | 6, 8, 9, 11, 15            | Chris Amon, Nya Zeeland         |
| Ferrari                                              | 6, 10, 12                  | Pedro Rodríguez, Mexiko         |
| Ferrari                                              | 10                         | Ernesto Brambilla, Italien      |
| Jack Holme (Brabham-Repco)                           | 19                         | Peter de Klerk, Sydafrika       |
| Jo Bonnier (Lotus-Ford)                              | 16, 18                     | Joakim Bonnier, Sverige         |
| John Maryon (Eagle-Climax)                           | 69                         | Al Pease, Kanada                |
| Lawson (McLaren-Ford)                                | 18                         | Basil van Rooyen, Sydafrika     |
| Lotus-Ford                                           | 1, 2                       | Graham Hill, Storbritannien     |
| Lotus-Ford                                           | 2, 4, 15                   | Jochen Rindt, Österrike         |
| Lotus-Ford                                           | 2                          | Richard Attwood, Storbritannien |
| Lotus-Ford                                           | 3, 9                       | Mario Andretti, USA             |
| Lotus-Ford                                           | 3, 6, 9, 14                | John Miles, Storbritannien      |
| McLaren-Ford                                         | 3, 4, 5, 7, 9, 16          | Denny Hulme, Nya Zeeland        |
| McLaren-Ford                                         | 4, 5, 6, 10, 18            | Bruce McLaren, Nya Zeeland      |
| McLaren-Ford                                         | 20                         | Derek Bell, Storbritannien      |
| Paul Seitz (Brabham-Climax)                          | 26                         | John Cordts, Kanada             |
| Pete Lovely Volkswagen (Lotus-Ford)                  | 21, 25                     | Pete Lovely, USA                |
| R R C Walker (Lotus-Ford)                            | 3, 4, 9, 10, 11, 30        | Jo Siffert, Schweiz             |
| Reg Parnell (BRM)                                    | 9, 10, 12                  | Pedro Rodríguez, Mexiko         |
| Team Gunston (Lotus-Ford & Brabham-Repco)            | 16                         | John Love, Rhodesia             |
| Team Gunston (Lotus-Ford & Brabham-Repco)            | 17                         | Sam Tingle, Rhodesia            |
| Tyrrell (Matra-Ford)                                 | 2, 3, 4, 7, 17, 20, 30, 41 | Jackie Stewart, Storbritannien  |
| Tyrrell (Matra-Ford)                                 | 4, 5, 7, 8, 18, 22         | Jean-Pierre Beltoise, Frankrike |
| Tyrrell (Matra-Ford)                                 | 16, 19                     | Johnny Servoz-Gavin, Frankrike  |
| Williams (Brabham-Ford)                              | 9, 11, 16, 17, 18, 21, 32  | Piers Courage, Storbritannien   |

## Slutställning förare 1969
| Placering | Förare! Stall        | Konstruktör                             | Poäng        |    |
| --------- | -------------------- | --------------------------------------- | ------------ | -- |
| 1         | Jackie Stewart       | Tyrrell                                 | Matra-Ford   | 63 |
| 2         | Jacky Ickx           | Brabham                                 | Brabham-Ford | 37 |
| 3         | Bruce McLaren        | McLaren                                 | McLaren-Ford | 26 |
| 4         | Jochen Rindt         | Lotus                                   | Lotus-Ford   | 22 |
| 5         | Jean-Pierre Beltoise | Tyrrell                                 | Matra-Ford   | 21 |
| 6         | Denny Hulme          | McLaren                                 | McLaren-Ford | 20 |
| 7         | Graham Hill          | Lotus                                   | Lotus-Ford   | 19 |
| 8         | Piers Courage        | Williams                                | Brabham-Ford | 16 |
| 9         | Jo Siffert           | R R C Walker                            | Lotus-Ford   | 15 |
| 10        | Jack Brabham         | Brabham                                 | Brabham-Ford | 14 |
| 11        | John Surtees         | BRM                                     |              | 6  |
| 12        | Chris Amon           | Ferrari                                 |              | 4  |
| 13        | Richard Attwood      | Lotus                                   | Lotus-Ford   | 3  |
| 14        | Pedro Rodríguez      | Ferrari                                 |              | 3  |
| 15        | Vic Elford           | Antique Automobiles/Colin Crabbe Racing | McLaren-Ford | 3  |
| 16        | Jackie Oliver        | BRM                                     |              | 1  |
| 17        | Johnny Servoz-Gavin  | Tyrrell                                 | Matra-Ford   | 1  |
| 18        | Silvio Moser         | Bellasi                                 | Brabham-Ford | 1  |

## Slutställning konstruktörer 1969
| Placering | Konstruktör     | Poäng |
| --------- | --------------- | ----- |
| 1         | Matra-Ford      | 66    |
| 2         | Brabham-Ford    | 49    |
| 3         | Lotus-Ford      | 47    |
| 4         | McLaren-Ford    | 38    |
| 5         | BRM             | 7     |
| =         | Ferrari         | 7     |
| 7         | Cooper-Maserati | 0     |
| =         | Brabham-Repco   | 0     |
| =         | Eagle-Climax    | 0     |
| =         | Brabham-Climax  | 0     |